# ريكي دين لوغان
ريكي دين لوغان (بالإنجليزية: Ricky Dean Logan)‏ هو ممثل أمريكي، ولد في 1967 بلوس أنجلوس في الولايات المتحدة.

## أعمال

### أفلام
- (1990) العودة إلى المستقبل 3[1][2][3]
- (1992) بافي قاتلة مصاصي الدماء

## وصلات خارجية
- ريكي دين لوغان على موقع IMDb (الإنجليزية)
- ريكي دين لوغان على موقع ألو سيني (الفرنسية)
- ريكي دين لوغان على موقع قاعدة بيانات الأفلام السويدية (السويدية)
- ريكي دين لوغان على موقع قاعدة بيانات الفيلم (الإنجليزية)
- ريكي دين لوغان على موقع كينوبويسك (الروسية)